# Robert Laffont
Pour les articles homonymes, voir Laffont et Robert Laffont (homonymie).
Pour la maison d'édition, voir Éditions Robert Laffont.
Pour l’article ayant un titre homophone, voir Robert Lafont.
Robert Laffont est né le 30 novembre 1916 à Marseille et mort le 19 mai 2010  à Neuilly-sur-Seine,,. Il est le fondateur des éditions Robert Laffont (en 1941), une importante maison d'édition française. « C'est lui qui, le premier, a introduit en France des méthodes inspirées des États-Unis : études de marché, à-valoir aux auteurs […], gros lancements de best-sellers ».

## Biographie
Robert Laffont est le fils de Raymond Laffont, directeur de la Compagnie générale transatlantique à Marseille, et de Nathalie Perrier, issue de la haute société oranaise, mère qu'il perd très jeune des suites de la grippe espagnole de 1918. Il est le frère du journaliste Pierre Laffont.
Après des études au lycée Périer, il obtient son baccalauréat à l'âge de seize ans et entre en classe préparatoire scientifique au lycée Thiers. N'appréciant pas ses cours, il demande à son père au bout d'une quinzaine de jours, à être transféré en classe préparatoire économique et commerciale (Prépa HEC) dans le même lycée à Marseille.
Il réussit le concours, et poursuit ses études à l'École des hautes études commerciales de Paris (HEC). Puis il obtient une licence de droit, avant de rejoindre peu de temps son père à la Compagnie générale transatlantique.

### Éditions Robert Laffont
En 1941, âgé de 24 ans et peu argenté, il fonde les éditions Robert Laffont à Marseille en zone libre, puis il vient s'installer à Paris en 1945.
Il publie la traduction de Marguerite Yourcenar (avec la préface d'André Maurois) de Ce que savait Maisie de Henry James. Il achète les droits de L'Attrape-cœurs de Salinger et il achète les droits de traduction d'une trentaine d'ouvrages déjà best-sellers hors de France, notamment de Graham Greene et de Dino Buzzati, dont celui du Désert des Tartares.
Il se spécialise dans le roman populaire et les best-seller, qui font le succès de sa maison d'édition et prône, parmi les premiers, une politique de « collections », dont « Pavillons » pour la littérature étrangère, « Ailleurs et Demain » pour la science-fiction ou « Réponses » pour les essais.
Parmi ses premiers grands succès se trouvent les ouvrages de Graham Greene, Henry James, Gilbert Cesbron, Bernard Clavel, Henri Charrière, Mikhaïl Boulgakov, Alexandre Soljenitsyne et Bruno Bettelheim.
En 1960, il achète à Pierre Seghers les éditions Seghers, consacrée principalement à la poésie.
En 1977, il prend le risque de publier le Quid de Dominique et Michèle Frémy, et il crée la « collection Bouquins ». Il rachète également au fil du temps les éditions Julliard de René Julliard (jeune littérature française) et NiL Éditions (littérature générale).
En 1999, les éditions Robert Laffont sont absorbées par les Presses de la Cité, filiale du groupe Havas, puis de Vivendi devenu Editis. Editis, groupe racheté par Hachette fin 2002, est revendu à Wendel Investissement en juin 2004. Robert Laffont prend alors sa retraite, mais il reste président d'honneur de la maison d'édition.
Parmi ses cinq enfants, trois travaillent dans l'édition : Anne Carrière (fondatrice des éditions Anne Carrière), Isabelle Laffont (présidente des éditions Jean-Claude Lattès) et Laurent Laffont (directeur général des éditions Jean-Claude Lattès) ; Patrice Laffont, était animateur de télévision ; Olivier Laffont est mort en 1995.
Robert Laffont meurt le 19 mai 2010 à l'Hôpital américain de Neuilly à l'âge de 93 ans,.

## Œuvres
- Jacques Boudet et Robert Laffont (dir.), L'Homme et l'animal – Cent mille ans de vie commune, éditions du Pont Royal, Paris, 1962.
- Éditeur un homme et son métier, éditions Robert Laffont, 1974.
- Avec Jacques-Yves Cousteau, série de 24 volumes La planète Océan (12 volumes « Exploration », 12 volumes « Sciences »), en vente par correspondance auprès d'abonnés, au début des années 1980.
- Dictionnaire des œuvres de tous les temps et de tous les pays (7 tomes), avec Valentino Bompiani, Société d'Édition de Dictionnaires et d'Encyclopédies, 1958 ; rééd. Robert Laffont, coll. « Bouquins », 1980.
- Dictionnaire des auteurs de tous les temps et de tous les pays (4 tomes), avec Valentino Bompiani, éditions Robert Laffont, coll. « Bouquins », 1980 ; rééd. sous le titre Le Nouveau Dictionnaire des auteurs de tous les temps et de tous les pays (3 tomes), 1994.
- Dictionnaire des personnages, avec Valentino Bompiani, éditions Robert Laffont, coll. « Bouquins », 1984.
- Les nouveaux dinosaures, éditions Anne Carrière, 2003 (sur le drame des attentats du 11 septembre 2001).
- Une si longue quête, éditions Anne Carrière, 2005 (biographie).